# Таноа Висаванга
Рату Таноа Висаванга (? — 8 декабря 1852) — фиджийский вождь, дважды становившийся вунивалу (правителем) Мбау. Отец Такомбау, объединившего все земли Фиджи в единое королевство.

## Биография
Таноа Висаванга был вторым сыном Мбануве Мбалеиваваланги, второго вождя племени Мбау и потомка легендарного Наулатикау, первого правителя Мбау. Он вступил на престол в первый раз после смерти старшего брата рату Науливоу Раматеникуту, погибшего во время борьбы за власть против Роко Туи Бау. В период первого правления Таноа Висаванги на территории архипелага Фиджи существовало несколько феодальных монархических государств, находящихся в состоянии непрерывной гражданской войны, что в конечном итоге привело к его отстранению от власти. В 1832 году вунивалу по инициативе собственного брата был изгнан на остров Коро, а затем — на Тавеуни, уступив своё место Навуаке Комаинангараникуле Туи Веикосо.
В 1837 году Таноа Висаванга возвратился на Мбау, чтобы снова стать вождём. Второй срок его правления продлился 15 лет, закончившись смертью вунивалу в 1852 году. Согласно фиджийскому религиозному обычаю, шесть его супруг были убиты во время его похорон и погребены вместе с ним, чтобы в последующем «служить ему в царстве мёртвых».
Всего у Таноа Висаванги было девять жён. Одна из них — Савусаву Ади — была матерью Такомбау, будущего первого фиджийского короля, который и стал преемником своего отца как вождя Мбау.

## Внешность
Известный французский путешественник Дюмон-Дюрвиль, в 1838 году посетивший королевство Мбау во время своего кругосветного путешествия, описывает Таноа следующим образом:

Таноа — старик в возрасте приблизительно 70 лет. Его борода бела и очень длинна, а на голову, окружённую гирляндами из цветов, надета шерстяная матросская шапка…— Dumont d'Urville, Voyage au Pôle Sud et dans l'Océanie, sur les corvettes l'Astrolabe et la Zélée, vol. Tome 4, Paris, 1843